# Interpretación cosmológica de la mecánica cuántica
La interpretación cosmológica de la mecánica cuántica, propuesta por Anthony Aguirre y Max Tegmark, es una interpretación de la mecánica cuántica que se aplica en el contexto de inflación cosmológica eterna la cual predice un espacio tridimensional infinito con infinitos planetas e infinitas copias de cualquier sistema cuántico.

## Interpretación

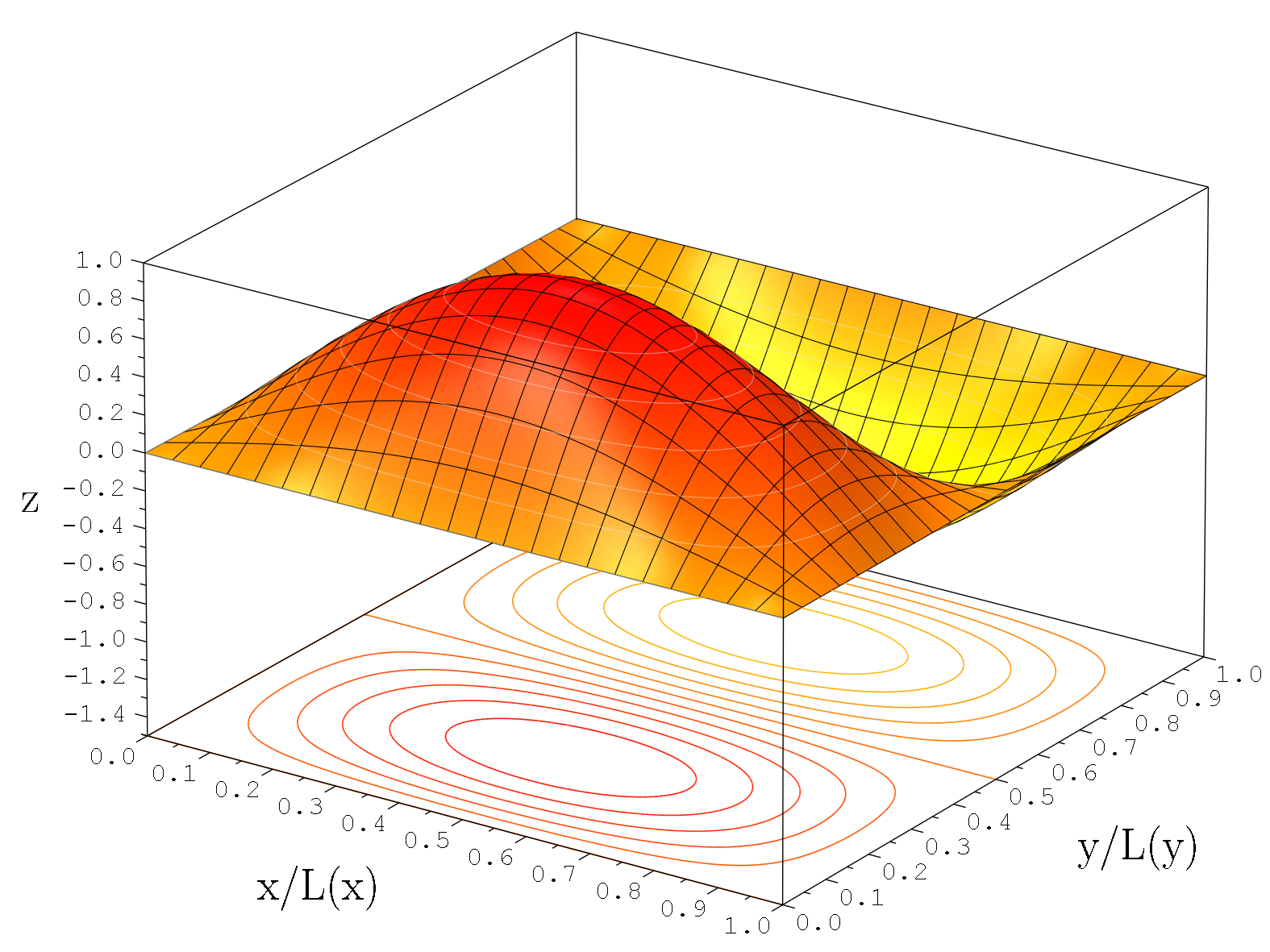
Función de onda para una partícula bidimensional encerrada en una caja. Las líneas de nivel sobre el plano inferior están relacionadas con la probabilidad de presencia.

Según esta interpretación, la función de onda para un sistema cuántico no describe algún conjunto imaginario de las posibilidades de lo que podría estar haciendo el sistema, sino la colección espacial real de copias idénticas del sistema que existen en nuestro espacio infinito. Su colapso puede ser evitado. 

Además, la incertidumbre cuántica que experimenta el observador sencillamente refleja la incapacidad de auto-localizarse en el espacio, i.e., para saber cuál de sus infinitas copias en todo el espacio es la que está teniendo sus percepciones subjetivas[cita requerida].
La interpretación cosmológica está basada en el teorema matemático que enuncia que cuando el mismo experimento cuántico se lleva a cabo en infinitos lugares al unísono, el resultado es la superposición cuántica de estados indistinguibles para todo el espacio, y en cada de estos estados, la fracción de todos los lugares donde un resultado dado ocurre iguala a aquel dado por la regla de Born. En este sentido, las probabilidades cuánticas emergen de probabilidades clásicas.
El cosmólogo Alexander Vilenkin ha expresado su apoyo a esta interpretación:
"Pienso que esto es un avance importante. Mostraron que la matemática realmente funciona. De alguna manera aclara las fundaciones de mecánica cuántica."